# Molophilus laricicola
Molophilus laricicola är en tvåvingeart som beskrevs av Alexander 1929. Molophilus laricicola ingår i släktet Molophilus och familjen småharkrankar. Inga underarter finns listade i Catalogue of Life.